# Sougé (Loir-et-Cher)
Sougé település Franciaországban, Loir-et-Cher megyében. Lakosainak száma 478 fő (2022. január 1.). Sougé Artins, Bonneveau, Troo, Bessé-sur-Braye, Vallée-de-Ronsard és Loir en Vallée községekkel határos.

## Népesség
A település népessége az elmúlt években az alábbi módon változott:
| Lakosok száma | 570  | 493  | 462  | 470  | 476  | 472  | 479  | 480  | 481  | 478  |
|               | 1968 | 1982 | 1990 | 2006 | 2013 | 2015 | 2017 | 2019 | 2020 | 2022 |